# Колпаковский, Герасим Алексеевич
Гера́сим Алексе́евич Колпако́вский (4 марта 1819 — 23 апреля [5 мая] 1896, Санкт-Петербург) — русский генерал от инфантерии, один из крупнейших деятелей завоевания Средней Азии. Член ЗСО ИРГО (1882).

## Ранние годы
Родился в 1819 году (4 марта или 1 октября) в семье дворян Харьковской губернии, малороссийского помещика Колпаковского Алексея Дмитриевича и жены его Иващенко Прасковьи Никифоровой.
В семье Колпаковских, кроме Герасима, были дочь Александра Алексеевна и сын Иван Алексеевич (1841—1903), впоследствии прокурор Семиреченской области.

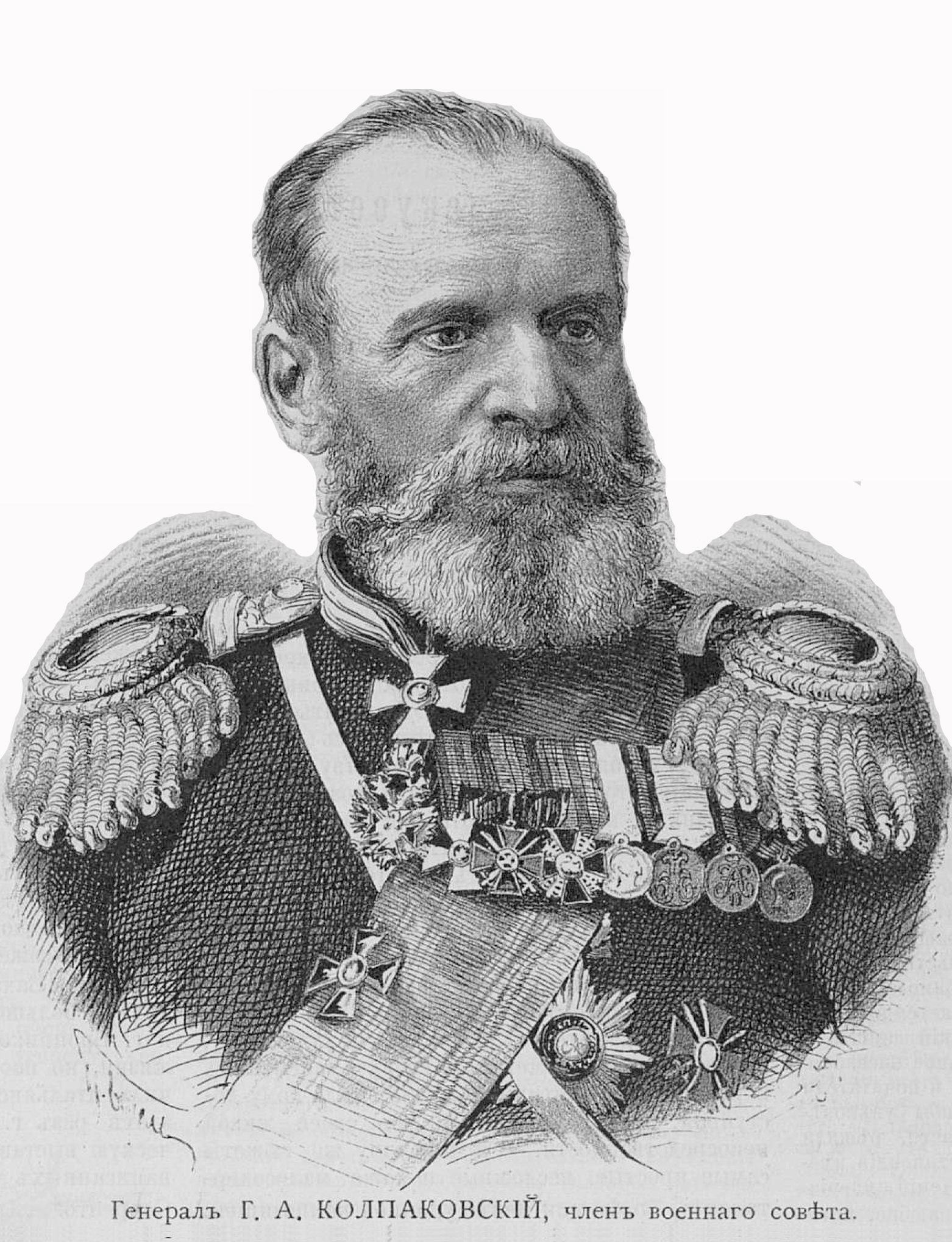
Г. А. Колпаковский; 1891 год

В военную службу вступил 6 января 1835 года рядовым, на правах вольноопределяющегося, в Модлинский пехотный полк в Севастополе.
Вскоре был произведён в унтер-офицеры и в 1840 году в составе отряда генерала Н. Н. Раевского участвовал в десантной операции против горцев на Черноморской береговой линии.
По возвращении в Севастополь за отличия по службе 1 апреля 1841 года был произведён в прапорщики.
В следующем году назначен полковым адъютантом, а с 1 января 1844 года — полковым квартирмейстером.
В начале 1844 года командирован с полком на Кавказ и поступил в распоряжение генерал-майора В. И. Гурко, в октябре произведён в подпоручики.
В следующем году отличился в делах против горцев около укрепления Воздвиженского, а в начале 1846 года был награждён орденом Святой Анны 4-й степени с надписью «За храбрость».
Вскоре Модлинский полк был возвращён в Россию, а Колпаковский получил чин поручика и должность полкового казначея. В 1848 году в составе войск 5-го пехотного корпуса он принял участие в походе в Молдавию и Валахию.
В Венгерскую кампанию находился в отряде генерала А. Н. Лидерса и принял участие в нескольких сражениях (у местечка Св. Георгия, под Германштадтом и др.).
В том же году был произведён в штабс-капитаны и награждён орденом Святого Владимира 4-й степени с мечами и бантом. В 1851 году назначен адъютантом 1-й бригады 15-й пехотной дивизии.

## Сибирь и Туркестан
В 1852 году Колпаковский оказался в Западной Сибири — 17 января его назначали адъютантом командующего Отдельным Сибирским корпусом и Западно-Сибирского генерал-губернатора Г. Х. Гасфорта.
В 1854 году он получил должность старшего адъютанта штаба отдельного Сибирского корпуса и был произведён в капитаны; 23 января 1855 года за отличие по службе был произведён в майоры с назначением исполняющим должность Березовского окружного начальника. В 1858 году 4 июля в связи с назначением на должность начальника Алатауского округа и киргизов Большой орды переехал в крепость Верный; в 1860 году произведён в подполковники и принял участие в Зачуйской экспедиции полковника А. Э. Циммермана, в составе которой участвовал в штурме кокандских крепостей Токмак и Пишпек.
21 октября 1860 года 40-летний подполковник Герасим Колпаковский, командуя отдельным отрядом численностью около 1.000 человек, сформированным из казаков и лёгкой казахской конницы, вступил в бой с вторгшимся в Заилийский край 16-тысячным кокандским войском. В 3-хдневном сражении при укреплении Кастек (под Узун-Агачем) он нанёс поражение противнику, заставил его отступить и после этого даже организовал преследование отступающих сил кокандцев.

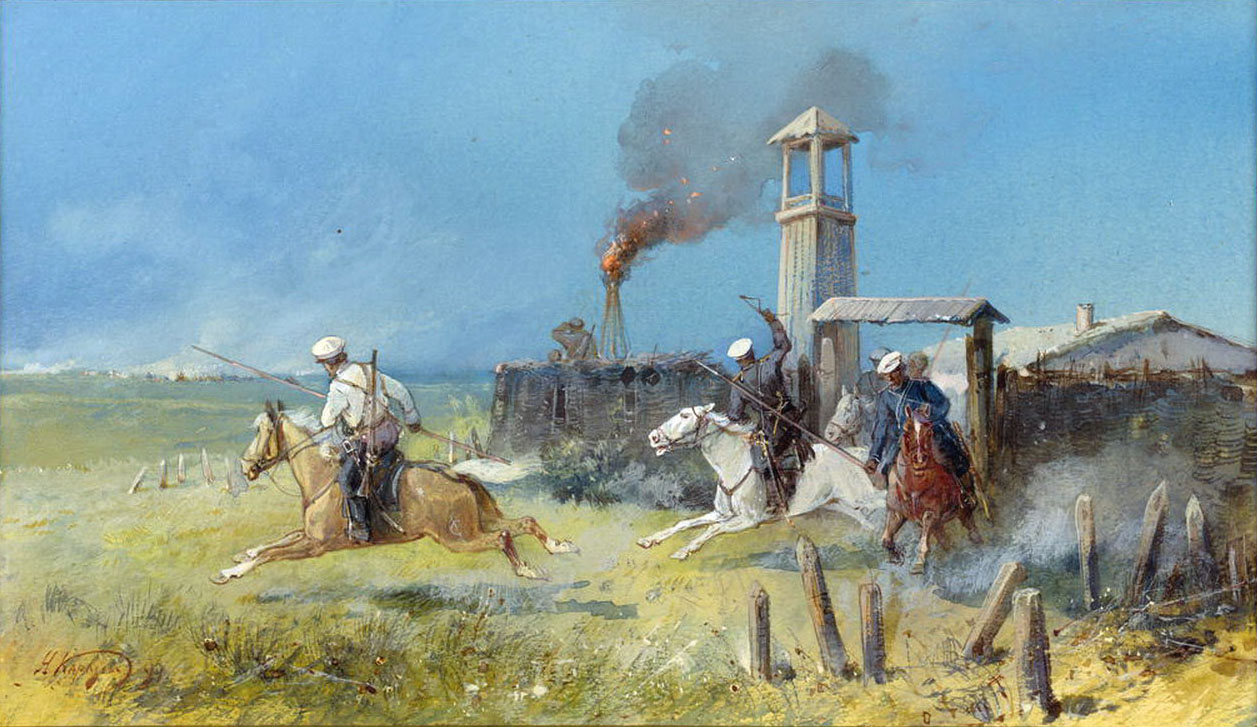
Н. Н. Каразин. Тревога в крепостном редуте (Нападение кокандцев на казачий выселок Узун-Агач)

Преследованию и окончательному уничтожению сил противника помешал отвлекающий манёвр кавалерийского формирования из казахских пансат-баши, воевавших на стороне кокандцев.
За победу в Кастеке Колпаковский был произведён в полковники и награждён орденом Св. Георгия 4-й степени.
В 1862 году снова командовал отрядом, производившим рекогносцировку за реку Чу, вторично занял Токмак и после десятидневной осады взял и разрушил крепость Пишпек.
За отличие в этих делах произведён в генерал-майоры.
В 1864 году Колпаковскому было поручено начальство над войсками Семипалатинской области, а с образованием в 1867 году Семиреченской области был назначен её военным губернатором, наказным атаманом Семиреченских казаков и командующим расположенными в области войсками.
28 марта 1871 года Колпаковский был произведён в генерал-лейтенанты, за успешную организацию и руководство военными действиями в Кульджинском походе Герасим Алексеевич был удостоен ордена Св. Георгия 3-й степени. В результате похода и последующего подписания Договора об Илийском крае значительная часть территории площадью около 23 тыс. км² была передана Российской империи (20 % от территории Илийского края). Ныне эта территория занимает большую часть Уйгурского, Райымбекского и Панфиловского районов Алматинской области Казахстана. На северном участке новая граница прошла по реке Хоргос. В целом, данный договор дополнил Пекинский договор 1860 года и завершил демаркацию российско-цинской границы, которая соответствует границе между КНР и республикой Казахстан в её современном виде.
Во время отсутствия Туркестанского генерал-губернатора Кауфмана неоднократно исполнял его обязанности, во время Хивинской экспедиции заведовал тыловым обеспечением Туркестанского отряда и исполнял должность начальника военно-народного управления.
В Кокандскую войну 1875—1876 годов командовал экспедиционным отрядом, занявшим ханство и объявил о присоединении его территории к Империи под названием Ферганской области.
В 1882 году по образовании Степного генерал-губернаторства он был назначен первым степным генерал-губернатором и командующим войсками Омского военного округа.
В 1883 году зачислен по Семиреченскому казачьему войску.
30 августа 1885 года был произведён в полные генералы — один из очень немногих полных генералов в российской истории (подобно Багратиону), не имевший специального военного образования и дослужившийся до такого чина начиная с рядового.

## В конце жизни
В 1889 году был уволен от занимаемой должности и уехал в Санкт-Петербург, где был назначен членом Военного совета.
Имел все российские ордена до ордена Св. Александра Невского с бриллиантами включительно. Скончался 23 апреля 1896 [5 мая 1896]; похоронен на Никольском кладбище Александро-Невской лавры.
12 января 1911 года был зачислен Вечным шефом 1-го Семиреченского казачьего полка.

## Киновоплощения
- Чокан Валиханов (1984) — Вячеслав Шалевич

## Память
- 20 июля 1910 г. Императором Николаем II было повелено начать сбор пожертвований на сооружение памятника Колпаковскому в г. Верном.
- Его именем был назван проспект в Верном (в советское время — проспект Ленина, совр. назв. — Достык(дружбы)). В настоящее время есть маленький переулок его имени в городе Алматы.
- Села Колпаковское и Герасимовка в Лепсинском уезде Семиреченской области (ныне в Алакольском районе Алматинской области).
- В честь него назван открытый в 1877 году А. Э. Регелем и А. М. Фетисовым и введённый Э. Л. Регелем в научный оборот вид растения — Тюльпан Колпаковского (лат. Tulipa Kolpakowskiana)[7][8].

## Награды
- Орден Святой Анны 4-й степени с надписью «за храбрость» (1845 год)
- Орден Святой Анны 3-й степени (1847 год)
- Орден Святого Владимира 4-й степени (1849 год)
- Орден Святой Анны 2-й степени (1857 год)
- Орден Святого Георгия 4-й степени (1860 год)
- Орден Святого Владимира 3-й степени (1865 год)
- Орден Святого Станислава 1-й степени (1867 год)
- Орден Святой Анны 1-й степени (1868 год)
- Орден Святого Георгия 3-й степени (1871 год)
- Орден Святого Владимира 2-й степени (1873 год)
- Орден Белого орла (1877 год)
- Орден Святого Александра Невского (1883 год; бриллиантовые знаки этого ордена пожалованы в 1891 году)

Также имел знак отличия за XL лет беспорочной службы в офицерских чинах (1888 год)

## Семья
Дочь: Мария Герасимовна Колпаковская, выпускница Смольного институт а благородных девиц (43-й выпуск, 1875 г.)